# KIF5A
KIF5A, ou Kinesin, chaine lourde, Isoforme A5 (Kinesin heavy chain isoform 5A en anglais) est une protéine encodée chez l'homme par le gène KIF5A situé sur le chromosome 12 humain,.